# الحملة البريطانية الأولى على القواسم 1805
الحملة البريطانية الأولى على القواسم 1805 هي حملة عسكرية شنتها كل من الإمبراطورية البريطانية وسلطنة مسقط ضد القواسم في ساحل عمان عام 1805م.

## الخلفيَّة
اتخذ القواسم من التجارة البحرية مهنة لهم، حيث كان أسطول القواسم يضم 63 سفينة كبيرة و996 سفينة صغيرة، وكان عدد العاملين في تلك السفن 18760 بحارًا. حيث أن التجارة البحرية كانت المصدر الوحيد لرزق القواسم، كانت تجارتهم مع موانئ الهند -حصرًا- تمتاز بأهمية كبيرة ومنها أنهم كان يأتون من هُنالك بأهم ما يحتاجون إليه من مؤن وأخشاب لبناء السفن.

### الصراع بين القواسم وبريطانيا
شهدت الفترة ما بين (1778-1797) تدهورًا في العلاقات ما بين القواسم والإنكليز، لعدة أسباب أهمها؛ أن شركة الهند الشرقية البريطانية وممثليها أطلقو على القواسم اسم «القراصنة»، بالإضافة إلى أن الإنكليز طالبو بأن تحمل جميع السفن التي تعمل في الخليج العربي شهادات (تصاريح) إنكليزية، وكان رأي الإنكليز أن التجارة البحرية لا يجب ان تُمارس إلا بهذه التصاريح، وكانوا يدعون بأن السفن العربية تُمارس القرصنة لمُجرد أنها تبحر في مياه الخليج العربي.
بعد توقيع اتفاقية فارس مع بريطانيا،(1) حاولت بريطانيا فرض سيطرتها على الخليج العربي ولكنهم واجهو مقاومة شديدة من حلف القواسم القبلي وعليه؛ قررت سلطات الهند البريطانية القضاء على القواسم بحجة مكافحة القرصنة. ومنذ ذلك الحين أخذت توجه أصابع الاتهام لأية حادثة تقع لسفن شركة الهند الشرقية في مياه الخليج العربي إلى سكان رأس الخيمة الذين اطلقت عليهم اسم «قراصنة».
في عام 1804، تعرضت سفينة فلاي (بالإنجليزية: Fly)‏ التابعة لشركة الهند الشرقية لحادثة بالقرب من جزيرة قيس. وصف بكنجام هذه الحادثة في يومياته المؤرخة في 18 نوفمبر 1816:
« بعد وقوع الكارثة للسفينة فلاي تمكن طاقمها من الوصول إلى بوشهر، حيث اشترو سفينة محلية قادرة على نقلهم إلى بومباي. وبينما هم في طريق العودة هاجم القواسم سفينتهم وأسرو أفراد طاقمها، واقتادوهم إلى رأس الخيمة. وهناك تمكن البحارة من فداء أنفسهم بإرشاد القواسم إلى مكان غرق السفينة فلاي، التي تحمل كنزًا. وعندها جرى نقل الإنكليز  إلى جزيرة قيس، وإنزالهم فيها ومن هُنالك تمكن ثلاثة أفراد فقط من طاقم فلاي من الوصول إلى بوشهر، واثنان إلى بومباي.»(2)
في سنة 1805م، استولى القواسم على سفينة شانون (بالإنجليزية:  Shannon)‏ وتريمر (بالإنجليزية: Trimmer)‏؛ وفقًا للوثائق البريطانية فقد ذكر قبطان السفينة تريمر كمينج في تقرير وجهة إلى صمويل منستي، «واعتقادًا مني، للوهلة الأولى، أن الداو ما هو إلا سفينة تجارية، وجهت له زورقًا يحمل مُترجمًا يتكلم العربية للاستطلاع، والوقوف على ما إذا كان على الساحل من يُمكننا  التزود منه بمياه احتياطية بشكل سريع. وعندما ابتعد  الزورق عنا مسافة ربع ساعة، وبات قريبًا من الدوا أطلقنا طلقة مدفع نحو عرض البحر للإشارة. وبعد عشرة دقائق أطلقنا طلقة مدفع أخرى، وبعدها رأينا اثنين من رجالنا يصعدان من الزورق  إلى ظهر الدوا، وفي تلك اللحظة رفع الداو شراعه وتوقف عند الساحل، وعندها خُيِّل لي، لأول مرة أمها عملية قرصنة، مما دفعني للإسراع بالتوجه نحو هذه السفينة_الداو، بعد أن أطلقنا طلقات تحذيرية، ومن ثم بدأنا نرمي عليها مباشرة.» ووفقًا لرسالة القبطان كمينج يتبين أن الإنكليز كانوا أول من أطلق النار على السفينة العربية حيث وضح القبطان الإنكليز: « بعد هُجومنا على الداو خرج من الخليج عدد كبير من الداوات لنصرة العرب، وعندها ما كان من تريمر إلا أن اضطرت إلى الانسحاب دونما توقف عن الرمي. » واصل قبطان السفينة تريمر ضرب السفن العربية بمدفع من عيار 4 باوند، إلى أن استطاع القواسم الوصول إليهم بدواتهم. وصف القبطان الإنكليزي كيف استولى القواسم على سفينة شانون:« في المساء صعد أحد قباطنة الداوات إلى ظهر السفينة تريمر، وقال أنهم لا يريدون أخذ سوا الحمولة العائدة لتجار بوشهر، وأنه ستتم إعادة السفينة بكامل حمولتها من البضائع الأخرى [غير العائدة لتجار بوشهر] بعد يوم أو يومين. وفي 11 سبتمبر قدم العرب زورقاً استطاع طاقمها وركاب السفينة تريمر وشانون الوصول به إلى السفينة الطراد مورنينغتون التي صادفوها في الطريق ونقلتهم إلى بوشهر.»
وبناءً على حادثة الاستيلاء على سفينة تريمر وشانون، أعد صمويل منستي في 2 يناير 1805 تقريرًا إلى الحاكم العام للهند ولزلي عرض من خلاله بإيجاز وقائع حادثة استيلاء القواسم على السفينتين تريمر وشانون وإعادتهما بأمر من شيخ القواسم سلطان بن صقر القاسمي. وعليه؛ طالب منستي بقطع جميع العلاقات
التجارية بين دول الخليج والهند بالإضافة إلى فرض حظر على تصدير السلع والبضائع إلى القواسم وبقية القبائل العربية، ووضح هذا في تقريره للحاكم العام للهند بأن يتم اتخاذ الإجراءات لخنق القبائل العربية في الخليج جوعًا وقال في تقريره:
« أجرؤ على تذكيركم بكل احترام  أن أظهار استياء بريطانيا العظمى بحرمان جميع السفن العربية في الخليج، دون تمييز من حق ارتياد الموانئ الهندية سيكون له أثر كبير ومباشر على القواسم، وعلى بقية القابئل العربية، فهذا سيجبرهم على البحث عن صداقة الإنكليز طلبًا للعيش، وعلى اتخاذ الإجراءات الكفيلة بتفادي وقوع الضرر بنا، وتجنب القيام بأعمال عدائية ضدنا.»
عندما استلم حاكم بومباي دنكان تقرير منستي أصدر أوامره في 3 مارس 1805، إلى المقيم البريطاني في مسقط د.سيتون، والملازم د.روس،(3) والملازم ش.غيلمور،(4) بأن يتم القضاء على القواسم. وكانت من ضمن أوامر دنكان أن يتم التحالف مع حاكم مسقط ضد القواسم وتفويضه بعمل كل ما يلزم للقضاء على القواسم.

### بداية الحملة
وصل سيتون إلى مسقط في شهر مايو 1805 على متن سفينة كوين، وفي 6 يونيو رافق حاكم مسقط بدر بن سيف بالهجوم على بندر عباس.(5) الجدير بالذكر أن بندر عباس خلال هذه الفترة كانت تحت سيطرة ملا حسين شيخ قبيلة معين والهجوم الذي قام به حاكم مسقط بدر بن سيف وسيتون هو مُخالفة للأوامر الصادرة من حاكم بومباي، ولتبرير هذا الهجوم زعما فيما بعد أن ملا حسين كان حليفًا للقواسم.
في نوفمبر 1805 جرت مباحثات بين القواسم والإنكليز، حيث كان صلة الوصل بين الطرفين شيخ قبيلة معين ملا حسين، وقد أبدى سلطان بن صقر موافقته لعقد معاهدة سلام مع الشركة الهندية الشرقية،(6) ولكنه كان رافضًا إشراك بدر بن سيف في المعاهدة وهذا بسبب العداء القائم بينها.(7) وبناءً على توجيهات الحكومة البريطانية في الهند بدأ سيتون العمل على «إقامة السلام» في منطقة الخليج العربي «على الطريقة الإنكليزية».
في السادس من فبراير عام 1806، جرى توقيع اتفاقية «قولنامة» بين عبد الله بن كروش نيابةً عن سلطان بن صقر بن راشد -الطرف الأول- والكابتن ديفيد سيتون نيابةً عن شركة الهند الشرقية -الطرف الثاني-. نصت الاتفاقة على احترام علم الشركة الهندية الشرقية وممتلكاتها ورعاياها بالإضافة إلى تعهد شركة الهند الشرقية بذلك بالنسبة للقواسم،(8) وتعهد القواسم إلى تقديم المساعدة لأي سفينة بريطانية ترسو على شواطئهم، (9) وقد أشار البند الثاني والسادس من الاتفاقية أن سيتون أسقط المُطالبة بإعادة حمولة السفينتين تريمر وشانون، ومنح القواسم حق ارتياد الموانئ البريطانية.

## الهوامش
- «1»:نصت الاتفاقية على عدم توقيع أية اتفاقية أو معاهدة تتعارض مع مصالح بريطانيا، بالإضافة إلى منع أية قوة عسكرية أوروبية من التوجه إلى الهند عبر أراضيها.
- «2»: لا يُوجد ما يُؤكد وثائقيًا ضلوع القواسم في حادثة السفينة فلاي.[4]
- «3»:قبطان السفينة الحربية كوين (بالإنجليزية: Queen)‏.
- «4»: قبطان الطراد مورنينغتون.
- «5»: خلال هذا الهجوم استخدم سيتون سفينة الطراد مورنينغتون.
- «6»: يُذكر أن سلطان بن صقر تنازل كثيرًا أمام السلطات البريطانية حيث أنه وافق على عقد اتفاقية سلام مع أعدائه القدامى، بالإضافة إلى عقد اتفاقية سلام أخرى مع منافسيه العمانيين.
- «7»: هذا ما تؤكده رسالة والد الشيخ مطر بن رحمه، حيث ورد نص الرسالة في مذكرات سيتون حيث نصت الرسالة « لقد استلمت رسالتكم، وإن أول رغبة لي هي إقامة السلام مع الشركة الموقرة.  وسأوقع لكم على أي تعهد أو قسم تطلبونه، وسيبقى ذلك ما دمنا أحياء. وفيما يتعلق بعقد معاهدة سلام مع السيد بدر بالشكل الذي تكلمتم عنه؛ فإني آمل أن لا تتدخلوا في مسألة السلام بين العرب، فنحن قبائل عديدة، وقدرنا أن تكون بيننا خلافات كثيرة.»
- «8»: هذا البند في الاتفاقية كان متبادلاً بين الطرفين.
- «9»: هذا البند كان أحادي الطرف.